# 弗雷迪·西尔斯
費特歷·大衛·"費迪"·施亞斯（英語：Frederick David "Freddie" Sears，1989年11月27日—）是一名英格蘭足球員，司職前鋒，出身韋斯咸青訓系統，現時效力英冠球會葉士域治。

## 生平

### 早年
施亞斯在東倫敦黑弗靈區的侯恩乔奇（Hornchurch）出生及長大，於年僅11歲已加入韋斯咸青訓學院，以15、16歲之齡已加入韋斯咸U18大軍。

### 球會
施亞斯在2006/07年球季已因其入球能力從U18的常規後備提升為正選；翌年2007/08年球季在U18持續有良好表現，在2007年10月對米禾爾U18更大演帽子戲法。
2007/08年球季施亞斯在U18的15場比賽中射入20球，獲提升上預備隊陣中，其表現獲青年軍教頭東尼·卡爾（Tony Carr）的讚賞，更預言他將來可以為一隊上陣。球季結束施亞斯為青年軍及預備隊合共上陣24場及射入25球，更在2008年3月15日首次為一隊在英超上陣主場對布力般流浪，當時年僅18歲，於下半場75分鐘後補入替（Nolberto Solano），在入場後僅5分16秒即頂入其處子入球兼為球隊鎖定2-1勝局，結束連續三場主場0-4落敗的差劣成績。11月26日在年滿19歲前一日簽署五年長約。
2009年6月21日施亞斯獲外借到英冠水晶宮一整個球季。施亞斯上半季取得19次上陣機會，包括18場聯賽及1場英格蘭聯賽盃，但未能取得入球。母會韋斯咸在新年賽期前鋒人腳緊絀，領隊於12月30日提早召回施亞斯，歸隊後僅在英超及足總盃各上陣1場，由於球隊在冬季轉會窗簽入多名具名氣鋒將，施亞斯於2010年2月11日再被外借到另一支英冠球隊高雲地利直到球季結束。
2010/11年球季在新領隊艾林·格蘭麾下，施亞斯僅在季初分別在英超及英格蘭聯賽盃各上陣1場，其後一直苦無登場機會，只有在預備隊出戰，於10月中表示希望外借爭取一隊經驗，於10月19日成功獲外借到英冠的斯肯索普，初步為期1個月，其後獲延長至翌年1月3日，苦戰兩個月，上陣9場入球仍然掛零，於12月21日被韋斯咸提前召回。
2012年2月17日施亞斯再被借用到英甲球會高車士打，為期1個月，期間上陣4場需要沒有斬獲，仍然獲得延長借用至球季結束。
2012年6月29日，施亞斯與韋斯咸在雙方同意下解約，並於7月4日正式加盟高車士打，簽約3年。

### 國家隊
2008年5月26日施亞斯在2008年歐洲U-19足球錦標賽第2次預選第一組首場2-0擊敗東道主白俄羅斯U19中包辦兩球，英格蘭U19成功出線在捷克舉行的2008年歐洲U-19足球錦標賽決賽週，他出席了決賽週全部3場分組賽，分別對東道主捷克U19、最終亞軍義大利U19及希臘U19，施亞斯射入一球十二碼協助球隊3-0勝出最後一場比賽，但英格蘭在分組賽與捷克積分及得失球差相同，僅因少兩個入球而未能出線四強淘汰賽。
2009年3月12日施亞斯獲徵召加入英格蘭U20備戰義大利U20，18名大軍名單中有9人是去年2008年歐洲U-19足球錦標賽決賽週的U19成員。3月31日首次代表英格蘭U20出戰義大利U20，施亞斯正選上陣踢足全場。
施亞斯獲召入英格蘭U21於2009年8月11日對荷蘭U21友賽大軍中，更於完場前首次後備上陣。施亞斯繼續入選2011年歐洲U-21足球錦標賽外圍賽大軍名單，9月4日作客出戰馬其頓U21，下半場後補上陣射入扳平1-1，協助球隊最後反勝2-1。

## 外部連結
- 足球数据库：弗雷迪·西尔斯的球员统计数据
- （英文）韋斯咸官網：施亞斯簡歷